# 苗得雨 (诗人)
苗得雨（1932年—2017年7月12日），男，山东沂南人，中国诗人。曾任中国作家协会山东分会副主席，山东省文学艺术界联合会副主席、名誉主席。